# SH-08E
ドコモ タブレット AQUOS PAD SH-08E（ドコモ タブレット アクオスパッド エスエイチゼロハチイー）は、シャープによって開発された、NTTドコモの第3.9世代移動通信システム（Xi）と第3世代移動通信システム（FOMA）とのデュアルモード端末である。ドコモ タブレットのひとつ。

## 概要
ドコモ向けとしては初となるAQUOS PADで、フルセグ放送の受信・録画に対応している。ただしデータ放送には対応していない（データ放送はワンセグのみ対応）。
録画は本体メモリ・外部メモリどちらにも対応している。なお、microSDHCカードに録画した場合、再生時に特定の箇所で映像や音声が一瞬切れることがあるため、外部メモリでの録画にはmicroSDXCカードを推奨している。また付属の卓上ホルダにはアンテナ端子を備えており、アンテナケーブル(別売)を接続することで、家庭の電波環境で安定したフルセグ視聴や録画が楽しめる。
タブレット端末ながら音声通話がサポートされている。
なお、おサイフケータイ・おくだけ充電には対応していない。
バッテリーは4,200mAhだが取り外しはできず、交換は有償預かり修理となり7,800円(税別)かかる。

## 主な機能
| 主な対応サービス                                | 主な対応サービス                         | 主な対応サービス                     | 主な対応サービス                                       |
| ----------------------------------------------- | ---------------------------------------- | ------------------------------------ | ------------------------------------------------------ |
| タッチパネル/加速度センサー                     | Xi/FOMAハイスピード                      | Bluetooth                            | DCMX/おサイフケータイ/NFC/かざしてリンク/赤外線/トルカ |
| ワンセグ/フルセグ/モバキャス                    | メロディコール                           | テザリング                           | WiFi IEEE802.11a/b/g/n/ac                              |
| GPS                                             | ドコモメール/電話帳バックアップ          | デコメール/デコメ絵文字/デコメアニメ | iチャネル                                              |
| エリアメール/ソフトウェアーアップデート自動更新 | デジタルオーディオプレーヤー(WMA)(MP3他) | GSM/3Gローミング(WORLD WING)         | フルブラウザ/Flash Player                              |
| Google Play/dメニュー/dマーケット               | Gmail/Google Talk/YouTube/Picasa         | バーコードリーダ/名刺リーダ          | ドコモ地図ナビ/Google Maps/ストリートビュー            |

## 歴史
- 2013年5月15日 - NTTドコモより発表。
- 2013年7月26日 - 事前予約開始。
- 2013年8月2日 - 発売開始[9]。

## アップデート・不具合など
2013年9月2日のアップデート
- タッチパネルの操作性を改善する。
- dビデオ、dアニメストアコンテンツのMHL出力機能の追加。
- ビルド番号が01.00.01、01.00.02から01.00.03になる。

2013年12月2日のアップデート
- 携帯電話（本体）のタッチパネルが、まれに正しく操作できない場合がある不具合を改善する。
- ビルド番号が01.00.01、01.00.02、01.00.03から01.00.04になる。

2014年9月3日のアップデート
- 保護ケース装着時、携帯電話（本体）のタッチパネルがまれに正しく操作できない場合がある不具合を改善する。
- ビルド番号が01.00.01、01.00.02、01.00.03、01.00.04から01.00.06になる。